# Testimonial
Testimonial è un termine inglese ripreso in italiano e in numerose altre lingue nell'ambito della comunicazione e della pubblicità. Deriva dal latino "testis" (testimone, teste).

## Evoluzione storica
Nella storia si possono individuare almeno quattro personaggi di spicco, considerabili i precursori della moderna figura del testimonial pubblicitario moderno: nel 1851 la Regina Vittoria fu madrina dell'inaugurazione della Grande Esposizione Universale, Giuseppe Garibaldi fu garante in un annuncio per una poltrona letto-lettiga, Gabriele D'Annunzio creò il nome di alcuni prodotti commerciali (come i grandi magazzini La Rinascente), e nel 1923 Benito Mussolini apparve in un annuncio per un liquore commemorativo della Marcia su Roma.
Testimonianze in forma di brani di lettere inseriti negli annunci furono molto frequenti nelle pubblicità di prodotti dalle virtù medicinali nel XIX e XX secolo. Le pagine di almanacchi ed altre pubblicazioni promozionali sono piene di molteplici testimonianze, in qualche caso con foto accluse, che descrivono le virtù curative dei prodotti in questione. Il dott. R. V. Pierce, creatore del Pierce's Golden Medical Discovery, pubblicò nel 1875 The People's Common Sense Medical Adviser che continuò le sue pubblicazioni per quarant'anni. Oltre ad un'onesta spiegazione delle conoscenze mediche del tempo, questo testo conteneva centinaia di testimonianze che elogiavano i prodotti del dottor Pierce o descrivevano le virtù della clinica del dottor Pierce a Buffalo. Molte lettere sono accompagnate da austere foto di donne che devono la cura della loro "debolezza femminile" ai medicamenti di Pierce. La testimonianza di un uomo di Denver afferma che essi hanno posto fine al proprio "abuso di sé":
Caso 461.306. Onanismo. Melanconia; propositi suicidi.
Signori — Dopo aver atteso diverse settimane dopo l'ultimo trattamento, per assicurarmi che non ci fossero ricadute, le trasmetto ora un resoconto della cura. Ritengo di essere stato curato a fondo, non solo dalla mia salute malferma, ma anche da ogni desiderio di abusare di me stesso. Ho riconquistato salute, vigore e fiducia. Mi sono sposato, cosa che da tempo desideravo ma che non avevo osato tentare prima. La prego di accettare i miei sinceri ringraziamenti. La sua medicina mi ha salvato dalla tomba per suicidio 
--- H., Denver, Col.

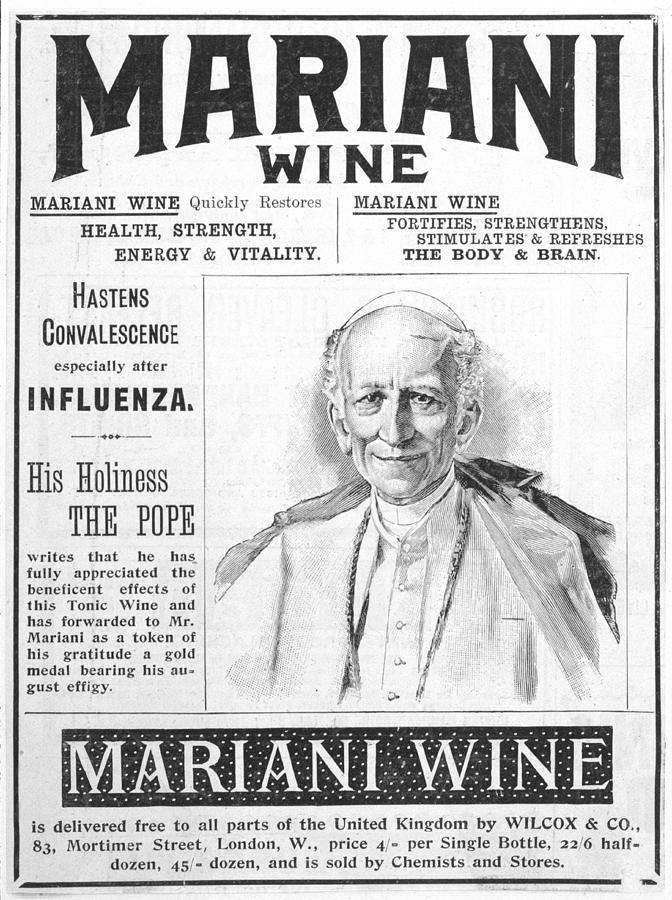
Papa Leone XIII approva il Vin Mariani, un farmaco brevettato contenente cocaina

Non furono solo degli ignoti ad offrire la propria testimonianza ai venditori di prodotti "medicinali", ma anche, in qualche caso, politici, gente di spettacolo e altre celebrità. I produttori di Vino Mariani, un intruglio contenente cocaina, si assicurarono uno dei più autorevoli testimonial di ogni tempo venendo raccomandati dal Papa Leone XIII. Anche la Regina Vittoria diede la propria testimonianza a favore di diverse "medicine" di questo tipo e anche di altri prodotti. Ancor oggi non è raro incontrare sulle confezioni dei più svariati prodotti la scritta "by appointment to" seguito dal nome di un monarca o di qualche suo familiare, il che non fa altro che continuare, sia pure in maniera più "soft" questa tradizione di "testimonial" regali.
I prodotti medicinali rimangono uno dei principali segmenti di marketing in cui la pubblicità fornita da testimonianze mantiene una certa efficacia. Grazie all'effetto placebo e alla riluttanza della gente ad esporre le proprie debolezze a dottori visti come freddi e lontani, le cure per debolezze sia fisiche che mentali, sia vere che immaginarie, continuano a vendere. Nei paesi di lingua inglese è stato coniato un termine che ben definisce questi rimedi "alternativi": snake oil (letteralmente: "olio di serpente").
Questi furono però i colpi di coda dell'era delle testimonianze scritte, che ormai volgeva al suo termine. Negli anni successivi, i pubblicitari si resero conto che non interessava più a nessuno leggere i testi di queste testimonianze; la stessa quantità enorme di queste attestazioni le rendeva non più convincenti o attraenti. Un pubblico più smaliziato si interrogava sull'effettivo valore di prova di questi racconti, e spesso dubitava della loro spontaneità.
Oggi permane il patrocinio delle celebrità. Capita ancora che, di tanto in tanto, i fabbricanti di prodotti di consumo utilizzino la lettera di qualche consumatore nelle proprie campagne pubblicitarie. Ma per la maggior parte la presentazione massiccia di testimonianze scritte come tecnica pubblicitaria è caduta nel dimenticatoio.

## Descrizione e caratteristiche
In italiano esso indica un procedimento che associa l'immagine e la testimonianza di una persona considerata rappresentativa (un esperto, una celebrità, un opinionista, un consumatore-tipo) a una causa o a un prodotto per rafforzarne la credibilità.
(Patrizia Musso, voce "Testimonial" in A. Abruzzese e F. Colombo, Dizionario della pubblicità", 1994)
In inglese si suole distinguere tra testimonial ed endorsement (validazione, avvaloramento): testimonial si usa di solito in riferimento a messaggi attribuiti a gente comune, mentre endorsement viene di solito usato per i messaggi legati a celebrità. Come spesso avviene nel caso dei prestiti, questa distinzione non è stata recepita e oggigiorno in italiano testimonial viene impiegato di norma per alludere all'utilizzo di personaggi famosi nella pubblicità. E addirittura, il termine è passato dall'astratto (la tecnica pubblicitaria in questione) al concreto, per cui si suole dire che il tale attore o cantante famoso è il "testimonial" di questa o quella ditta: accezione, questa, non presente in inglese.
Quando è una donna la testimonial associata alla valorizzazione di un'attività o un'iniziativa, si usano anche i termini "ambasciatrice" (soprattutto di enti benefici), o "madrina" (di un'iniziativa).
In italiano esiste l'aggettivo testimoniale, che significa: relativo ai testimoni e viene usato correntemente in ambito giuridico (per esempio nell'espressione prove testimoniali, cioè prove costituite da testimonianze. I due termini hanno la stessa origine. Termini corrispondenti all'inglese testimonial nell'accezione italiana potrebbero essere «testimonianza rappresentativa», «referenzialità» o «patrocinio».

## Esempi famosi

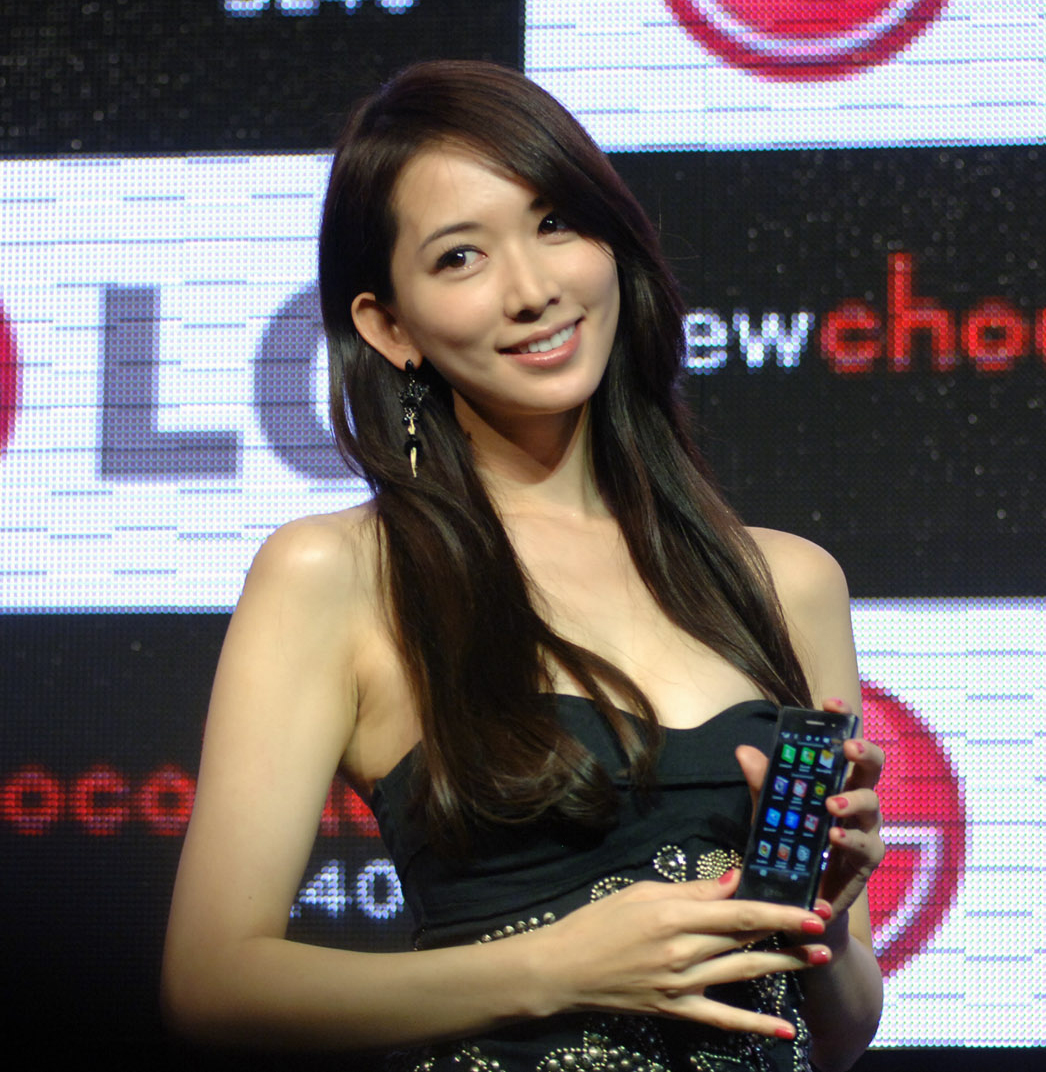
L'attrice e modella Lin Chiling presente come testimonial all'evento di lancio di LG New Chocolate Phone per il BL40, 2009, Hong Kong

La storia del testimonial italiano ebbe origine con Carosello nel 1957, quando alla normale programmazione televisiva vennero affiancati i primi cortometraggi pubblicitari della durata di 135" (una prima parte spettacolare, senza alcun messaggio promozionale, durava 1' e 45", seguita dal cosiddetto "codino" di 30" dedicato al messaggio pubblicitario vero e proprio).
In origine, proprio perché era richiesta una certa capacità recitativa, provenivano dal settore dello spettacolo, anche se non tutti gli attori si prestavano a lanciarsi nel ruolo di testimonial. Tra i più celebri, si ricordano Eduardo De Filippo per la pomata Icarsan, Tino Scotti per il confetto Falqui, Ernesto Calindri per Cynar, Ubaldo Lay che interpretò il tenente Sheridan per Biancosarti. 
Negli Anni '80, dopo la chiusura di Carosello nel 1977, il testimonial sulle reti televisive commerciali diventa una scelta strategica di marketing. Ci sono stati diversi esempi di testimonial piuttosto longevi, fedeli a un solo brand pubblicizzato, tra cui Nino Manfredi garante per Lavazza dal 1983 al 1993, Isabella Rossellini per Lancôme dal 1981 al 1995, Diego Abatantuono per Buitoni dal 1995 al 2005.
Nel caso delle celebrità che fungono da testimonial, si punta al fattore di riconoscibilità per produrre l'effetto alone (pregiudizio che proietta in un giudizio globale le qualità positive o negative che qualcuno ha dimostrato in un dato contesto). In teoria, la credibilità alla fonte si trasferisce dalla celebrità al prodotto, marchio o ditta pubblicizzato. Un problema connesso con l'uso di testimonial celebri è che questo tipo di pubblicità rischia di scontare anche ogni valutazione negativa che potrebbe colpire la celebrità per qualunque motivo: anche questa si proietterebbe di riflesso sul prodotto.
A seconda del ruolo ricoperto, i testimonial moderni possono essere raggruppati e suddivisi in diverse categorie.
- Il presenzialista è un personaggio con alto grado di notorietà, scelto appunto per "presenziare" all'interno di uno spot pubblicitario, nonostante la credibilità verso il prodotto pubblicizzato sia bassa (ne sono un esempio attori americani in pubblicità italiane, come Kevin Costner per Valleverde nel 1997, Robert De Niro per Beghelli nel 1999, Pierce Brosnam per Vitasnella nel 2003); ne è una sottocategoria lo sponsor, ovvero un personaggio famoso che compare quasi causalmente nella storia, in quanto non dimostra di avere particolari legami con il prodotto pubblicizzato (come Edoardo Bennato che compare sull'isola nello spot TIM del 2000-2001[23]).
- L'intrattenitore è una figura che ha il compito di rendere piacevole, divertente e memorabile un annuncio pubblicitario e, in questo, è simile al testimonial di Carosello; è uno dei testimonial più frequenti nella comunicazione pubblicitaria italiana (esempi noti sono il trio comico Aldo, Giovanni e Giacomo per Yomo nel 2001-2002, Claudio Bisio per Pronto Pagine Gialle dal 2000 al 2010[24]). Ne è una evoluzione l'advertainer ovvero il testimonial protagonista dell'advertainment, un formato pubblicitario che punta a intrattenere lo spettatore pur promuovendo un prodotto, scelto spesso delle compagnie telefoniche: questa figura viene scelta per le proprie capacità comiche e non sermpre dimostra fedeltà alla marca, pubblicizzando prodotti di diversi settori merceologici contemporaneamente[25].
- Il garante richiama, più di tutti, la funzione originale di "testimone" della qualità del prodotto pubblicizzato, rappresentando il ruolo di consumatore eccellente; emblematico in Italia il caso della Scavolini nota fin dal 1984 come "la cucina più amata dagli italiani" e promossa a partire dal 1990 da Lorella Cuccarini, scelta come testimonial perché definita in un sondaggio "la più amata dagli italiani"[1][26] (sostituita nel 2016 da Carlo Cracco, noto chef e co-creatore di una delle cucine pubblicizzate[27]). Ne è una sottocategoria l'imprenditore, un particolare tipo di garante impersonato dall'imprenditore stesso, a testimonianza della qualità dei prodotti della propria azienda (Ennio Doris e poi il figlio Massimo Doris per Banca Mediolanum, Giovanni Rana, Francesco Amadori e Gian Pietro Beghelli per le proprie aziende). Viene utilizzato anche all'estero: ne è un esempio postumo il Colonnello Sanders della catena KFC.
- Il personaggio pubblico viene impiegato soprattutto per campagne con finalità sociali o istituzionali, come Sophia Loren scelta per invitare gli Italiani a donare all'AIRC le ultime lire nel 1999 prima del passaggio all'Euro[28], per conferire maggior visibilità e autorevolezza al messaggio.
- Il testimonial 3.0 riprende il concetto di Marketing 3.0 di Philip Kotler[25] e identifica i testimonial che si fanno anche portatori di valori, come ad esempio gli sportivi che promuovono cibi e bevande per una sana alimentazione (Antonio Rossi per McDonald's Italia[29] e le mamme sportive Valentina Vezzali[30], Fiona May[31] e Josefa Idem[32] per la campagna "Kinder + Sport" di Ferrero dal 2008 al 2016).
- Il divulgatore, a differenza delle altre tipologie di testimonial, è un personaggio non noto, una persona comune a cui però viene riconosciuta grande autorevolezza in un certo campo, in grado di diventare intermediario tra l'azienda e il consumatore. Possono essere attori che rappresentano una categoria professionale (come nel caso di dentisti in camice bianco[1], che consigliano una marca specifica per spazzolini e dentifrici) oppure personaggi comuni, come ad esempio una sorridente madre di famiglia di classe medio-alta che esprime la propria eccitazione per un detersivo da lavatrice e descrive i vantaggi che trae dal suo uso. Gli esperti di mercato trovano che questo tipo di testimonianze aggiunga un tocco personale all'attrattiva del prodotto e contribuisca anche a diffonderne un'immagine "popolare"[33].
- Una evoluzione del divulgatore è rappresentata dai cosiddetti glass testimonial, testimonial non-celebrità con profilo demoscopico quanto più possibile simile a quello degli spettatori. Per maggiore trasparenza (da qui il termine "glass", vetro[25]), vengono identificati da nome, cognome e professione.
- Sempre tra i testimonial non noti, rientra l'Employee Brand Ambassador (abbreviato in EBA), un reale dipendente di un'azienda per la quale viene scelto come protagonista o comparsa di campagne pubblicitarie destinate al pubblico esterno[34]. Ne sono un esempio i bancari di Intesa San Paolo intervistati dalle voci della Gialappa's Band[35] e i dipendenti degli stabilimenti Star, sia produttori che consumatori dei prodotti dell'azienda[36].

## Il valore ed i contenuti
I messaggi trasmessi via testimonianze e testimonial si richiamano soprattutto alle emozioni, più che alla logica. I testimonial di solito costituiscono una motivazione molto debole per giustificare un acquisto o un'azione. Anche se chi scrive la propria testimonianza a favore di un prodotto o un servizio lo fa davvero spontaneamente, il suo giudizio può essere comunque fuorviante. Uno studio americano ha rivelato che:
[I] giudizi [...] basati su testimonianze [...] sono più facili da manipolare ai propri fini [...] Se da una parte la testimonianza può essere considerata una forma di prova a favore, essa non fornisce alcuna prova a sfavore, necessaria per ridurre l'incertezza. [...] È ben noto che la gente comune ha scarse capacità di identificare la gamma completa di [...] alternative disponibili [...] e di saper distinguere i diversi modi in cui possono agire le forze causali. Come può sapere la gente come in che modo sarebbe evoluta nel tempo in assenze di un intervento (tecnico) che sia sottoposto a valutazione? Come può scorporare gli effetti dovuti a una piacevole esperienza, a un capo dinamico, o ad un senso di fare qualcosa di importante dagli effetti dovuti alle componenti critiche del trattamento in sé? Numerose ricerche hanno dimostrato che gli individui sono ben poco portati ad essere scienziati basandosi sull'intuito, e che ripropongono spesso ben noti pregiudizi cognitivi (Nisbett & Ross, 1980, Griffin). Tra questi, si annoverano la ostinazione nella propria convinzione, la memoria selettiva, errori di attribuzione e l'eccessiva presunzione. questi pregiudizi influenzano sia esperti che inesperti, di solito senza che questi se ne rendano conto.
Il caso specifico dell'uso di celebrità come testimonial può far sorgere il dubbio sull'appropriatezza di questo procedimento: l'immagine del testimonial (endorser) può non avere alcun legame evidente con l'immagine del prodotto o servizio sponsorizzato. Un'attrice può recitare splendidamente ma conoscere poco o nulla dei prodotti che sponsorizza. Un premio Nobel può avere una reputazione in fatto di scienza e capacità intellettive, senza avere grandi conoscenze di oggetti che travalichino il suo ambito di studio. Si dice che la Regina Vittoria abbia fatto da testimonial per un prodotto che affermava di curare le malattie mentali, ma si suppone che ciò non comporti automaticamente che Sua Maestà abbia mai sofferto di disturbi mentali.
Un altro effetto negativo che va tenuto in considerazione è la cosiddetta vampirizzazione (o "effetto vampiro"), ovvero il rischio che la notorietà del testimonial assorba quella del prodotto. Anche per questo motivo, alcuni brand dagli anni 2000 in poi hanno prediletto la scelta di personaggi non noti al grande pubblico.